# الندوة الاستشارية
الندوة الاستشارية (Conférence consultative) وكانت تسمى أيضا المجلس الشوري وهي إحدى المؤسسات الاستشارية بالبلاد التونسية خلال عهد الحماية الفرنسية.
- بعثت هذه المؤسسة عام 1890 واستمر وجودها إلى عام 1922.

## مهامها
لم تحدد في البداية مهام الندوة الاستشارية وإن كانت كما يظهر من التسمية ذاتها مهام استشارية، تهم أساسا النظر في ميزانية الدولة.

## تركيبتها
- كان يرأس الندوة الاستشارية المقيم العام. أما العضوية فقد كانت تقتصر على ممثلي الجالية الفرنسية وتحديدا منها ممثلي التجار والجمعيات الفلاحية ورؤساء البلديات. واستمر ذلك إلى عام 1896 حيث وقع تمثيل بقية الجالية الفرنسية عن طريق الانتخاب.
- غاب الحضور التونسي عن هذه المؤسسة إلى عام 1907، وفي هذه السنة وقعت تسمية 16 عضوا تونسيا من قبل المقيم العام.

## اشتغالها
- فيما بين 1907 و1910 : كانت مداولات الندوة الاستشارية مشتركة يحضرها الأعضاءالفرنسيون والتونسيون، ثم وقع الفصل بين هذين القسمين لتجنب ما يمكن أن يحدث بينهما من خلاف.
- ولفض أي اختلاف في مواقفهما بعثت هيئة تحكيمية هي المجلس الأعلى للحكومة الذي يتشكل من كل أعضاء الحكومة ورؤساء المصالح الحكومية وثلاثة ممثلين عن كل من القسمين التونسي والفرنسي.
- استمر وجود الندوة الاستشارية إلى عام 1922 ليعوضها المجلس الأكبر.